# Zorgethiek
De zorgethiek is een stroming binnen de ethiek, die de zorg van mensen voor elkaar centraal stelt, en - meer in praktische zin, die zich op de zorg richt, bijvoorbeeld in ziekenhuizen en in het welzijnswerk.

## Theorie
Zorgethiek heeft in theoretische zin verschillende wortels. Bij de zorgethiek ziet men de zorg voor elkaar en voor de wereld, alsmede het opbouwen van goede relaties als doel. Vanwege de sterke nadruk op relaties wordt zorgethiek als vierde stroming gezien naast de teleologie, deontologie en deugdethiek. Zorgethiek bouwt ook voort op het werk van andere filosofen, onder andere  de praktijkopvatting van Ludwig Wittgenstein.
De zorgethiek vindt zijn moderne wortels in sterke mate in de feministische kritiek op de klassieke morele theorieën, die als te strak en te afstandelijk werden beschouwd. Enkele - feministische - denkers binnen deze stroming zijn Carol Gilligan, Nel Noddings en Joan Tronto. Gilligan zette zich af tegen denkers die vrouwen als moreel minder ontwikkeld beschouwden en betoogde dat deze juist te mannelijk dachten. Andere feministische filosofen, zoals Noddings, werkten dit uit en kritiseerden heersende benaderingen die te veel nadruk zouden leggen op eigendom, contracten en rechtvaardig heersen waardoor andere, meer 'vrouwelijke' relaties minder aandacht kregen zoals zorg voor kinderen of zieken. Bovendien werd bepleit om meer ruimte te geven aan spontaan en creatief handelen en aan betrokkenheid en minder aan het volgen van regels en afstandelijkheid.

## Praktijk, Onderwijs en Onderzoek
Zorgethiek, als onderdeel 'ethiek van de zorg', behoort soms tot de opleiding, bijscholing en het werk van werkers in de zorg, zoals verpleegkundigen en welzijnswerkers. Zorgethiek is object van onderzoek aan verschillende universitaire centra in Nederland. De Universiteit voor Humanistiek, met als hoogleraar Carlo Leget, heeft als enige een masteropleiding.